# Казе Гербетц (Анкона)
Казе Гербетц је насеље у Италији у округу Анкона, региону Марке.
Према процени из 2011. у насељу је живело 27 становника. Насеље се налази на надморској висини од 70 м.